# Viện Virus học Vũ Hán
Viện Virus học Vũ Hán (WIV; tiếng Trung: 中国科学院武汉病毒研究所; bính âm: Zhōngguó Kēxuéyuàn Wǔhàn Bìngdú Yánjiūsuǒ)       là viện nghiên cứu  virus, quản lý bởi Viện Hàn lâm Khoa học Trung Quốc (CAS), tọa lạc ở Giang Hạ, Vũ Hán, Hồ Bắc, Trung Quốc. Năm 2015, Viện mở phòng thí nghiệm an toàn sinh học cấp 4 (BSL–4) đầu tiên được xây dựng ở Trung Quốc đại lục, và đóng vai trò quan trọng trong dịch virus corona ở Vũ Hán 2019-2020.

## Lịch sử
Viện thành lập năm 1956 với tên gọi Phòng thí nghiệm vi sinh Vũ Hán thuộc Viện Khoa học Trung Quốc (CAS). Năm 1961 viện đổi tên thành Viện Vi sinh học Hoa Nam; năm 1962 đổi tên thành Viện Vi sinh học Vũ Hán. Khi Ủy ban Khoa học và Công nghệ Hồ Bắc tiếp quản, năm 1970 đổi tên thành Viện Vi sinh học Tỉnh Hồ Bắc. Tháng 6 năm 1978, CAS trở lại nắm giữ, đổi tên viện thành Viện Virus học Vũ Hán.
Năm 2015, Viện Virus học Vũ Hán phối hợp với các kỹ sư Pháp từ Lyon thiết kế Phòng thí nghiệm An toàn sinh học Quốc gia hoàn thành với chi phí 300 triệu nhân dân tệ (44 triệu USD). Đây là phòng thí nghiệm an toàn sinh học cấp 4 (BSL–4) đầu tiên được xây dựng tại Trung hoa đại lục. Phòng thí nghiệm mất hơn một thập kỷ để hoàn thành từ khi khởi công vào năm 2003. Nhà sinh học phân tử Hoa Kỳ Richard H. Ebright bày tỏ quan ngại về việc virus SARS lọt ra từ các phòng thí nghiệm ở Bắc Kinh trước đây, cũng như tốc độ, quy mô kế hoạch mở rộng phòng thí nghiệm BSL–4 của Trung Quốc.  Viện có quan hệ chặt chẽ với Phòng thí nghiệm Quốc gia Galveston tại Đại học Texas.  Năm 2020, Ebright gọi Viện là "tổ chức nghiên cứu tầm cỡ thế giới, chuyên nghiên cứu về virus học và miễn dịch học".
Vào tháng 1 năm 2020, theo lời đồn, Viện Virus học Vũ Hán bị  cáo buộc đi nghiên cứu vũ khí sinh học, nguồn cơn của dịch virus corona ở Vũ Hán 2019–20,   mà tờ The Washington Post bác bỏ coi đây là như một thuyết âm mưu.   Tờ báo có trích dẫn lời giải thích của các chuyên gia Hoa Kỳ lý do mà Viện Virus học Vũ Hán này không phù hợp để nghiên cứu vũ khí sinh học, và rằng hầu hết các quốc gia đã từ bỏ vũ khí sinh học, và không có bằng chứng nào cho thấy virus bị biến đổi gen do tác nhân con người.
Tháng 2 năm 2020, Thời báo New York đã báo cáo rằng một nhóm do Thạch Chánh Lệ dẫn đầu tại Viện là những người đầu tiên xác định, phân tích và đặt tên trình tự di truyền của SARS-CoV-2 và tải nó lên cơ sở dữ liệu công cộng, phục vụ cho nhà khoa học trên thế giới tìm hiểu,  và xuất bản trong Nature. Tháng 2 năm 2020, Viện xin Trung Quốc cấp bằng sáng chế sử dụng remdesivir, một loại thuốc thử nghiệm thuộc sở hữu của Gilead Science, mà Viện phát hiện đã ức chế virus trong in vitro. Động thái này gây lo ngại về quyền sở hữu trí tuệ quốc tế. Trong một tuyên bố, Viện cho biết họ sẽ không xin cấp quyền sáng chế mới "nếu các công ty nước ngoài liên quan có ý định đóng góp vào việc ngăn chặn và kiểm soát dịch bệnh Trung Quốc".

## Trung tâm nghiên cứu
Viện điều hành các trung tâm nghiên cứu:
- Trung tâm Bệnh truyền nhiễm Mới nổi
- Trung tâm Tài nguyên virus và Tin sinh học Trung Quốc
- Trung tâm Vi sinh Ứng dụng và Môi trường
- Khoa Hóa sinh Phân tích và Công nghệ sinh học
- Khoa Virus học Phân tử